# Elattoneura nigra
Elattoneura nigra é uma espécie de libelinha da família Protoneuridae.
Pode ser encontrada nos seguintes países: Camarões, República Centro-Africana, Costa do Marfim, Gâmbia, Gana, Guiné, Nigéria, Serra Leoa, Togo e Uganda.
Os seus habitats naturais são: florestas subtropicais ou tropicais húmidas de baixa altitude e rios.